# CSS Virginia
O CSS Virginia foi um navio de guerra blindado da Marinha dos Estados Confederados da América, que atuou durante a Guerra Civil Americana. O navio foi construído com o reaproveitamento dos escombros do USS Merrimack.

## Combates
Participou na Batalha de Hampton Roads, em Março de 1862, contra o USS Monitor. A batalha é, principalmente, significante para a história naval, como a primeira batalha entre dois navios blindados.
Os navios blindados eram uma invenção recente, iniciada em 1859 com a fragata francesa La Gloire. Mais tarde, o design dos navios e a natureza da guerra naval mudariam significativamente.